# Rue de la Rosière-d'Artois
La rue de la Rosière-d'Artois est une voie de Nantes, en France.

## Situation et accès
Située dans le centre-ville de Nantes, la rue de la Rosière-d'Artois, qui relie la place de l'Édit-de-Nantes à la rue Voltaire, est bitumée et ouverte à la circulation automobile. Sur son tracé, elle rencontre successivement les rues Urvoy-de-Saint-Bedan et Montesquieu, l'impasse de la Rosière-d'Artois, ainsi que la rue Désiré-Colombe.

## Origine du nom
La rue doit son nom actuel à une rosière qui fut organisée pour la première fois à Nantes, après la visite du comte d'Artois, futur Charles X, venu assister à la mise à l'eau d'un navire, la Rosière d'Artois, en 1777,. 

## Historique
En 1738, des actes de voirie évoquent les projets « de la rue appelée à réunir la croix des Gattineau (actuelle « place de l'Édit-de-Nantes ») à la Fosse (quai de la Fosse) ». Aux nos 27 à 35 de cette rue, l’abbé Théard aménagea, en 1841, une maison destinée aux Frères des écoles chrétiennes, dans ce qui était appelé à cette époque la « cour Bel-Air ».
La voie a pris successivement les noms de « rue de la Corderie », la corderie du bois de la Touche étant alors en activité, puis « rue de l'Épine », du nom d'un moulin proche du manoir de la Touche. C'est en 1822 que le nom actuel est repris dans un texte officiel du maire de l'époque, Louis-Hyacinthe Levesque.

## Bâtiments remarquables et lieux de mémoire
Au no 17, se trouve l'ancienne demeure de l'architecte Georges Lafont (1847-1924),  conçue par un autre architecte nantais,  Léon Lenoir (1830-1909) ; entre 1884 et 1912, il y accueille le cercle nantais baptisé « Le Clou ». C'est dans cette maison qu'il meurt en 1924.

## Voies perpendiculaires secondaires

### Impasse de la Rosière-d'Artois
Cette artère qui permet d'accéder au jardin Say, est aussi ancienne que la rue elle-même et abrita un temps la synagogue de Nantes, chez le particulier Jules Lafont, avant que celle-ci ne soit transférée impasse Copernic,.

## Coordonnées des lieux mentionnés
1. ↑  Impasse de la Rosière-d'Artois : 47° 12′ 46″ N, 1° 34′ 03″ O